# Spoorlijn Duisburg-Wedau - Oberhausen West
De spoorlijn Duisburg-Wedau - Oberhausen-Osterfeld Süd is een goederenspoorlijn in de Duitse deelstaat Noordrijn-Westfalen. Het traject is als lijn 2321 onder beheer van DB Netze.

## Geschiedenis
Het traject werd door de Rheinische Eisenbahn-Gesellschaft in fases geopend:
- Wedau - Sigle: 1 oktober 1901
- Sigle - Oberhausen West: 17 september 1911

In 2005 werd de lijn verlengd van Oberhausen West naar stelwerk Oberhausen Obn om daar aan te sluiten op de spoorlijn Oberhausen - Emmerich.

## Treindiensten
De lijn is alleen in gebruik voor het vervoer van goederen.

## Aansluitingen
In de volgende plaatsen is of was er een aansluiting op de volgende spoorlijnen:
Duisburg-Wedau
DB 2320, spoorlijn tussen Duisburg-Wedau en Oberhausen-Osterfeld Süd
DB 2322, spoorlijn tussen Duisburg-Wedau en Duisburg-Hochfeld Süd
DB 2324, spoorlijn tussen Mülheim-Speldorf en Niederlahnstein
DB 2326, spoorlijn tussen Duisburg-Bissingheim en Duisburg Hauptbahnhof
DB 2329, spoorlijn tussen Duisburg-Wedau en Duisburg-Entenfang
aansluiting Lotharstraße
DB 2323, spoorlijn tussen Duisburg-Hochfeld Süd en aansluiting Sigle
aansluiting Sigle
DB 2316, spoorlijn tussen aansluiting Sigle en Duisburg Hafen
DB 2320, spoorlijn tussen Duisburg-Wedau en Oberhausen-Osterfeld Süd
aansluiting Ruhrtal
DB 2307, spoorlijn tussen aansluiting Ruhrtal en Duisburg-Ruhrort Hafen
DB 2318, spoorlijn tussen aansluiting Kaiserberg en aansluiting Ruhrtal
Oberhausen West
DB 2281, spoorlijn tussen Oberhausen West en Oberhausen Hbf Obo
DB 2283, spoorlijn tussen Oberhausen Hbf en Oberhausen West
DB 2302, spoorlijn tussen Duisburg-Ruhrort Hafen en Oberhausen West
DB 2304, spoorlijn tussen Duisburg-Meiderich Ost en Oberhausen West
DB 2327, spoorlijn tussen Duisburg-Ruhrort Hafen en Oberhausen Walzwerk
DB 2331, spoorlijn tussen Moers Meerbeck en Oberhausen Walzwerk
Oberhausen OboDB 2270, Spoorlijn tussen Oberhausen en Emmerich
DB 2271, spoorlijn tussen Oberhausen en Wesel
DB 2272, spoorlijn tussen Oberhausen Obn en aansluiting Grafenbusch
DB 2281, spoorlijn tussen Oberhausen West en Oberhausen Hbf Obo
DB 2282, spoorlijn tussen Oberhausen Obo en Oberhausen Obn

## Elektrische tractie
Het traject werd in 1962 geëlektrificeerd met een wisselspanning van 15.000 volt 16⅔ Hz.